# Reich von Soissons

Mögliche Ausdehnung des Reiches von Soissons, in dieser Form wohl übertrieben.

Als Reich von Soissons, teils auch Königreich der Römer (Regnum Romanorum) oder Reich des Syagrius, wird in Teilen der Forschung ein autonomer Herrschaftsbereich in Nordgallien bezeichnet, der 461 durch Loslösung vom Weströmischen Reich unter dem abtrünnigen römischen Befehlshaber Aegidius entstand. Nach Aegidius’ Tod trat sein Sohn Syagrius die Nachfolge an, der 486/87 vom Salfrankenkönig Chlodwig I. besiegt wurde. 
Details über die inneren Vorgänge oder die genaue Ausdehnung des Reiches sind nicht überliefert. In der modernen Forschung wird die Existenz eines regelrechten „Reichs“ zudem sehr skeptisch gesehen, stattdessen betrachtet man sowohl Aegidius als auch Syagrius eher als spätantike Warlords.

## Geschichte

### Vorgeschichte
In der Mitte des 5. Jahrhunderts befand sich das weströmische Reich in einer schweren Krise. Nachdem Sueben, Alemannen, Franken, Goten, Vandalen und Burgunder innerhalb der römischen Reichsgrenzen eigene Herrschaften gegründet und sich mit diesen vom Kaiserhof in Ravenna losgesagt hatten (siehe Völkerwanderung), waren das reiche Nordafrika und die Iberische Halbinsel für Rom verloren. Mächtigster Mann des Weströmischen Reiches war seit 454 der Suebe Ricimer, zunächst als comes, ab 456 als magister militum. Auf Ricimers Veranlassung wurde Kaiser Avitus 456 entthront und durch Majorian ersetzt; Avitus selbst wurde zum Bischof von Piacenza ernannt und starb noch 457.
458 ernannte Majorian Aegidius zum magister militum per Gallias, d. h. zum obersten römischen Befehlshaber in Gallien. Beide hatten gemeinsam unter Flavius Aëtius in der Armee gedient und waren eng befreundet.

### Unter Aegidius
Nachdem Majorians Feldzug gegen die Vandalen bereits im Ansatz gescheitert war, was für diesen mit einem enormen Prestigeverlust einherging, ließ Ricimer 461 den Kaiser in einem auf fingierten Anklagepunkten basierten Schauprozess zum Tode verurteilen und auf grausame Weise hinrichten. Nach einem kurzen Interregnum wurde Libius Severus zum Nachfolger Majorians. Infolgedessen sagte sich Aegidius, der mit Majorian befreundet gewesen war, von der von Ricimer kontrollierten weströmischen Regierung los, die er anscheinend nicht mehr als legitim anerkannte. Stattdessen machte er Teile Nordgalliens zu seinem eigenen Herrschaftsbereich. Dass er von Soissons aus regierte, ist durchaus möglich, gilt aber erst für seinen Sohn Syagrius als gesichert. Über die territoriale Ausdehnung und die inneren Verhältnisse von Aegidius’ Reich lassen sich aufgrund der dünnen Quellenlage fast nur Vermutungen anstellen.
Nach dem Tode Majorians überrannten Westgoten und Burgunder Südgallien. Hiedurch ging die Landverbindung zwischen Aegidius’ Herrschaftsgebiet und dem weströmischen Reich verloren. Agrippinus, sowohl Vorgänger als auch – nach dessen Verrat – Nachfolger des Aegidius als magister militum per Gallias und dessen erbitterter Feind, übergab 462 die Stadt Narbo den Westgoten. Dem Bischof und Geschichtsschreiber Hydatius von Aquae Flaviae zufolge geschah dies kampflos und in der Absicht, die Goten im Gegenzug zum Feldzug gegen Aegidius zu bewegen. Hierbei ist zu beachten, dass Hydatius stark zugunsten des Aegidius voreingenommen war. Der Grund hierfür ist religiöser Natur: Aegidius wie auch Hydatius waren Katholiken, während Ricimer ebenso wie die Westgoten dem Arianismus anhingen. Gemeinsam mit den Salfranken (so jedenfalls die gängige Interpretation; möglicherweise agierten Aegidius und der Salfrankenkönig Childerich I. aber auch als Rivalen) besiegte Aegidius 463 die vom römischen Reich mobilisierten Westgoten in der Schlacht bei Orleans. Infolge dieser Schlacht konnte sich Aegidius in Nordgallien militärisch behaupten. Glaubt man Gregor von Tours (der wichtigsten Quelle für Gallien in diesem Zeitraum), beherrschte er sogar die Salfranken während der Verbannung ihres Königs Childerich I., was aber eher ins Reich der Legende zu verweisen ist und möglicherweise auf die besondere Stellung des Aegidius im Verhältnis zu den Franken hindeutet.
Des Weiteren berichtet Hydatius von Aquae Flaviae, Aegidius habe im Mai des Jahres 465 über das Meer Gesandte zum Vandalenkönig Geiserich geschickt. Diese seien im September wieder zurückgekehrt. Es wird vermutet, dies sei geschehen, um eine Allianz gegen Ricimer zu schmieden. Ob dies zutrifft oder nicht, Aegidius starb kurz darauf und konnte nicht mehr offensiv gegen Ricimer vorgehen.

### Unter Syagrius
Hydatius berichtet, nach dem Tode des Aegidius im Jahre 465 seien die Westgoten in Teile der Gebiete eingefallen, die dieser bis dahin für Rom gehalten hatte. Vermutlich übernahm Syagrius nach dem Tode seines Vaters das Kommando über dessen Truppen. Dem Werk Liber Historiae Francorum zufolge verlegte Syagrius nach dem Tode seines Vaters seine Residenz nach Soissons. Gregor von Tours berichtet, Syagrius habe in Soissons seinen Sitz gehabt und Aegidius hätte diese zuvor beherrscht. Ob dies so zu verstehen ist, dass Aegidius laut Gregor bereits dort residiert hat, ist in der Forschung umstritten. Gregor bezeichnet Syagrius als rex Romanorum („König der Römer“); bei Pseudo-Fredegar wird er als patricius bezeichnet, was sicher nicht zutreffend ist. Da die römische Oberschicht seit Beginn der Republik und noch in der Kaiserzeit eine Abneigung gegen den Begriff rex hegte, geht die Mehrheit der heutigen Historiker, Godefroid Kurth folgend, nicht davon aus, dass Syagrius diesen Titel selbst führte. Gregor selbst erwähnt nie ein „Reich von Soissons“, und der Titel rex war in der Völkerwanderungszeit ohnehin nicht sehr eindeutig. Stattdessen bezeichnet man in der Forschung Aegidius und seinen Sohn auch als Warlords.
Es wird gemutmaßt, dass nach dem Tod des Aegidius der Römer Paulus im Auftrag des Syagrius gehandelt habe, konkrete Belege hierfür fehlen jedoch. Ob eine 476 bei Candidus erwähnte Gesandtschaft „der Gallier aus dem Westen, die gegen Odoaker rebellierten“ zum Hof des oströmischen Kaisers Zenon von Syagrius entsandt wurde, ist unklar.
Es wurde in der Forschung außerdem erwogen, dieses „Reich“ als moderne Phantomkonstruktion zu betrachten: Syagrius hatte zwar seinen Sitz in Soissons, aber dass er über ein größeres Gebiet herrschte, wird nie explizit erwähnt. Die Quellen berichten jedenfalls faktisch nichts über dieses Reich.
Die Beziehungen des Aegidius zu den Salfranken sollen angeblich gut gewesen sein, doch ist ebenso ein Konkurrenzverhältnis möglich. Nach dem Tod Childerichs I. (vermutlich im Jahre 481) entstanden offensichtliche Spannungen. Childerichs Sohn Chlodwig I. bekriegte Syagrius, bis er ihn entweder 486 oder 487 in der Schlacht bei Soissons endgültig besiegte. Damit ging das „Reich von Soissons“ unter. Gregor von Tours schreibt, nach dieser Schlacht hätten Chlodwigs (damals noch heidnische) Krieger viele Kirchen und Klöster geplündert. Syagrius floh nach Toulouse an den Hof des Westgotenkönigs Alarichs II., in der Hoffnung auf Asyl. Als Chlodwig mit Krieg drohte, lieferte Alarich Syagrius jedoch aus. Wann genau dies geschah und wann genau Syagrius von Chlodwig hingerichtet wurde, ist nicht bekannt.